# حلقه کایزر–فلیشر
حلقهٔ کایزر–فلیشر (انگلیسی: Kayser–Fleischer ring) حلقه‌های تیره‌ای هستند که به نظر می‌رسد قرنیه ۲ چشم را احاطه کرده‌اند. حلقهٔ کایزر–فلیشر به‌دلیل رسوب مس در پردهٔ دسمه‌ای (غشاء مفروش کننده سطح عقبی قرنیه) در نتیجه بیماری‌های خاص کبدی ایجاد می‌شود. حلقهٔ کایزر–فلیشر نامش را از چشم‌پزشکان آلمانی برنهارت کایزر و برونو فلیشر گرفته شده است که نخستین بار آن را در سالهای ۱۹۰۲ و ۱۹۰۳ توصیف کردند. در ابتدا تصور می‌شد که حلقهٔ کایزر–فلیشر به دلیل تجمع نقره باشد، اما نخستین بار در سال ۱۹۳۴ ثابت شد که این حلقه حاوی مس است.

## تظاهر

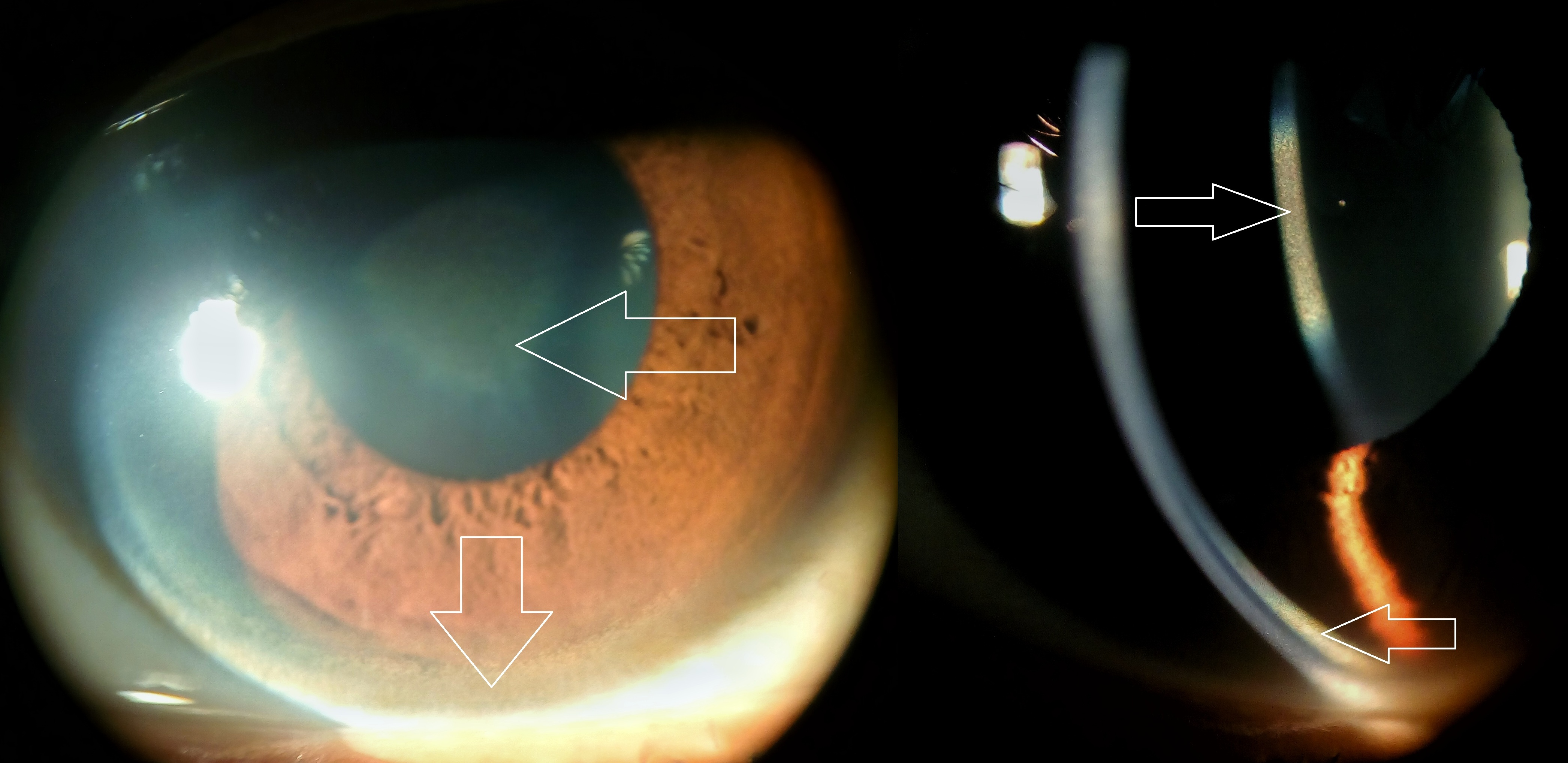
رسوب مس در پردهٔ دسمه‌ای محیطی (حلقهٔ کایزر–فلیشر) و کپسول قدامی عدسی کریستالی (آب مروارید آفتابگردانی)

این حلقه ابتدا به صورت یک نیم هلال در بالای قرنیه تشکیل می‌شود و با گذر زمان، یک نیم هلال دیگر در «ساعت ۶» قرنیه تشکیل شده و حلقه را کامل می‌کند.

### ارتباط با بیماری

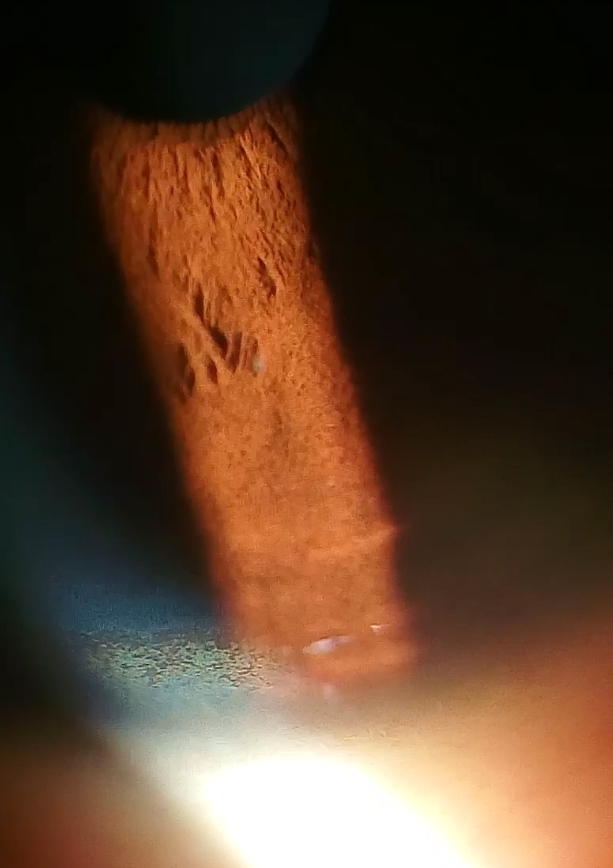
رسوب مس بر روی پرده دسمه‌ای قرنیه

حلقه کایزر–فلیشر نشانه بیماری ویلسون است که شامل بارگیری غیرطبیعی مس توسط کبد و در نتیجه تجمع و رسوب مس در بدن می‌شود و با ناهنجاری‌های عقده‌های قاعده‌ای مغز، سیروز کبدی، اسپلنومگالی، حرکات غیرارادی، سفتی عضلانی مشخص می‌شود. اختلالات روانی، دیستونی و دیسفاژی از سایر علائم احتمالی است. ترکیبی از علائم عصبی، سطح پایین سرولوپلاسمین خون و حلقه کایزر–فلیشر از راه‌های تشخیص بیماری ویلسون است.
سایر علل حلقه کایزر–فلیشر عبارتند از کُلِستاز (انسداد مجاری صفراوی)، سیروز صفراوی اولیه و سیروز کریپتوژنیک (سیروزی که هیچ علتی برای آن قابل شناسایی نیست).

## تشخیص

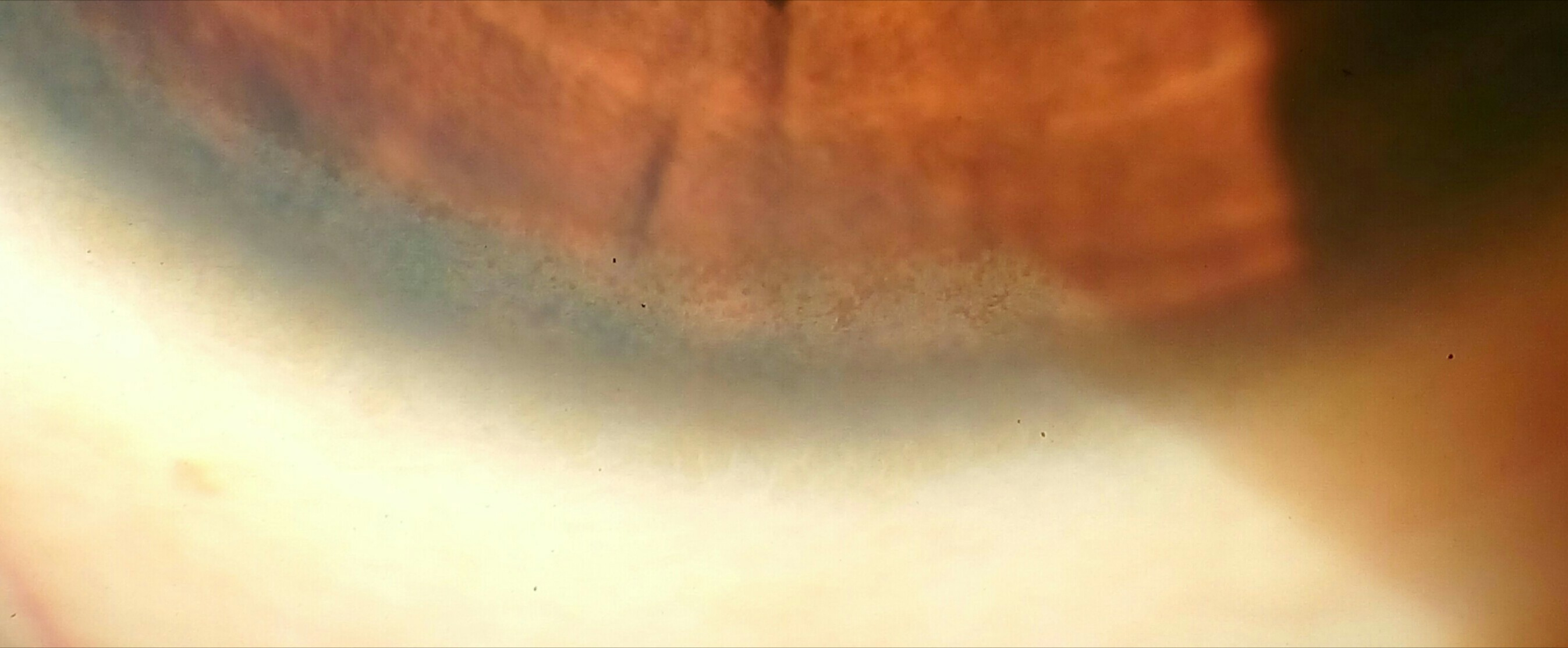
روشنایی منتشر قرنیه

از آنجایی که حلقه کایزر–فلیشر هیچ علامتی ایجاد نمی‌کنند، کشف آن در جریان بررسی برای تشخیص سایر بیماری‌ها معمول است. در شرایط خاص، پزشک مشخصا به دنبال کشف آن است. در آن صورت، مراحل اولیه حلقه کایزر–فلیشر را می‌توان با معاینه چشم توسط لامپ اسلیت تشخیص داد.